# Monastiri (Ioannina)
Monastiri este un oraș în Grecia în prefectura Ioannina.